# KBS 1TV 주말 특별기획 드라마
KBS 1TV 주말 특별 기획 드라마는 KBS 1TV에서 2009년 10월 10일부터 2010년 9월 12일까지 방송했던 드라마 프로그램이었다.

## 개요
《자유인 이회영》을 마지막으로 KBS 1TV 주말 특별 기획 드라마는 폐지됐다.

## 방송 시간
| 방송 채널 | 방송 기간                           | 방송 시간                                                                          | 방송 분량  |
| --------- | ----------------------------------- | ---------------------------------------------------------------------------------- | ---------- |
| KBS 1TV   | 2010년 1월 2일 ~ 2010년 9월 12일    | 매주 주말 오후 9시 40분 ~ 오후 10시 30분                                           | 50분       |
| KBS 2TV   | 2009년 10월 10일 ~ 2009년 12월 13일 | 매주 토요일 오후 10시 15분 ~ 오후 11시 25분 일요일 오후 10시 25분 ~ 오후 11시 35분 | 1시간 10분 |

## 프로그램 리스트
- 아래 드라마 프로그램들은 2003년 이전에 제작·방송했으며 부득이하게 일부 장면에서 흡연 장면·담배 소품이 노출될 수 있으며 시청자 여러분들의 양해를 바랍니다.
- 아래 드라마 프로그램들은 2002년 11월 이후 시청 가능 연령을 표시하는 드라마 프로그램 등급 제도를 의무적으로 시행하여 현재까지 이어지고 있습니다.
- 2017년 3월 1일부터 TV 프로그램 등급 표시 외에 주제, 폭력성, 선정성, 언어, 모방 위험 등 분류 사유 표시를 의무적으로 시행하고 있습니다.

### 2000년대
- 《열혈 장사꾼》 : 2009년 10월 10일 ~ 2009년 12월 13일

### 2010년대
- 《명가》 : 2010년 1월 2일 ~ 2010년 2월 21일
- 《거상 김만덕》 : 2010년 3월 6일 ~ 2010년 6월 13일
- 《전우》 : 2010년 6월 19일 ~ 2010년 8월 22일
- 《자유인 이회영》 : 2010년 8월 28일 ~ 2010년 9월 12일 (해당 프로그램을 마지막으로 KBS 1TV 주말 특별 기획 드라마 폐지)

## 경쟁 프로그램
- KBS 2TV 주말 드라마
- MBC 주말 드라마
- MBC 주말 특별 기획 드라마
- SBS 주말 드라마
- SBS 주말 특별 기획 드라마
- JTBC 주말 드라마
- JTBC 주말 특별 기획 드라마